# Marest-sur-Matz

Marest-sur-Matz este o comună în departamentul Oise, Franța. În 1 ianuarie 2022 avea o populație de 377 de locuitori.